# 1986-os Formula–1 San Marinó-i nagydíj
Az 1986-os Formula–1-es világbajnokság harmadik futama a San Marinó-i nagydíj volt.

## Futam
| Helyezés | Rajtszám | Versenyző          | Csapat/Motor           | Futott körök | Idő/Kiesés oka      | Rajthely | Pontszám |
| -------- | -------- | ------------------ | ---------------------- | ------------ | ------------------- | -------- | -------- |
| 1        | 1        | Alain Prost        | McLaren-TAG            | 60           | 1:32:28,408         | 4        | 9        |
| 2        | 6        | Nelson Piquet      | Williams-Honda         | 60           | + 7,645             | 2        | 6        |
| 3        | 20       | Gerhard Berger     | Benetton-BMW           | 59           | + 1 kör             | 9        | 4        |
| 4        | 28       | Stefan Johansson   | Ferrari                | 59           | + 1 kör             | 7        | 3        |
| 5        | 2        | Keke Rosberg       | McLaren-TAG            | 58           | Kifogyott üzemanyag | 6        | 2        |
| 6        | 7        | Riccardo Patrese   | Brabham-BMW            | 58           | Kifogyott üzemanyag | 16       | 1        |
| 7        | 18       | Thierry Boutsen    | Arrows-BMW             | 58           | + 2 kör             | 12       |          |
| 8        | 3        | Martin Brundle     | Tyrrell-Renault        | 58           | + 2 kör             | 13       |          |
| 9        | 17       | Marc Surer         | Arrows-BMW             | 57           | + 3 kör             | 15       |          |
| 10       | 27       | Michele Alboreto   | Ferrari                | 56           | Turbó               | 5        |          |
| Kiesett  | 21       | Piercarlo Ghinzani | Osella-Alfa Romeo      | 52           | Kifogyott üzemanyag | 26       |          |
| Kiesett  | 25       | René Arnoux        | Ligier-Renault         | 46           | Kerék               | 8        |          |
| Kiesett  | 4        | Philippe Streiff   | Tyrrell-Renault        | 41           | Erőátvitel          | 22       |          |
| Kiesett  | 19       | Teo Fabi           | Benetton-BMW           | 39           | Motorhiba           | 10       |          |
| Kiesett  | 14       | Jonathan Palmer    | Zakspeed               | 38           | Fékek               | 20       |          |
| Kiesett  | 22       | Christian Danner   | Osella-Alfa Romeo      | 31           | Elektronika         | 25       |          |
| Kiesett  | 15       | Alan Jones         | Lola-Ford              | 28           | Túlmelegedés        | 21       |          |
| Kiesett  | 23       | Andrea de Cesaris  | Minardi-Motori Moderni | 20           | Motorhiba           | 23       |          |
| Kiesett  | 8        | Elio de Angelis    | Brabham-BMW            | 19           | Motorhiba           | 19       |          |
| Kiesett  | 26       | Jacques Laffite    | Ligier-Renault         | 14           | Erőátvitel          | 14       |          |
| Kiesett  | 12       | Ayrton Senna       | Lotus-Renault          | 11           | Kerékcsapágy        | 1        |          |
| Kiesett  | 5        | Nigel Mansell      | Williams-Honda         | 8            | Motorhiba           | 3        |          |
| Kiesett  | 11       | Johnny Dumfries    | Lotus-Renault          | 8            | Kerékcsapágy        | 17       |          |
| Kiesett  | 29       | Huub Rothengatter  | Zakspeed               | 7            | Turbó               | 24       |          |
| Kiesett  | 16       | Patrick Tambay     | Lola-Hart              | 5            | Motorhiba           | 11       |          |
| Kiesett  | 24       | Alessandro Nannini | Minardi-Motori Moderni | 0            | Baleset             | 18       |          |

## Statisztikák
Vezető helyen:
- Nelson Piquet: 28 (1-28)
- Keke Rosberg: 4 (29-32)
- Alain Prost: 28 (33-60)

Alain Prost 22. győzelme, Ayrton Senna 10. pole-pozíciója, Nelson Piquet 14. leggyorsabb köre.
- McLaren 49. győzelme.